# Mosede Sogn

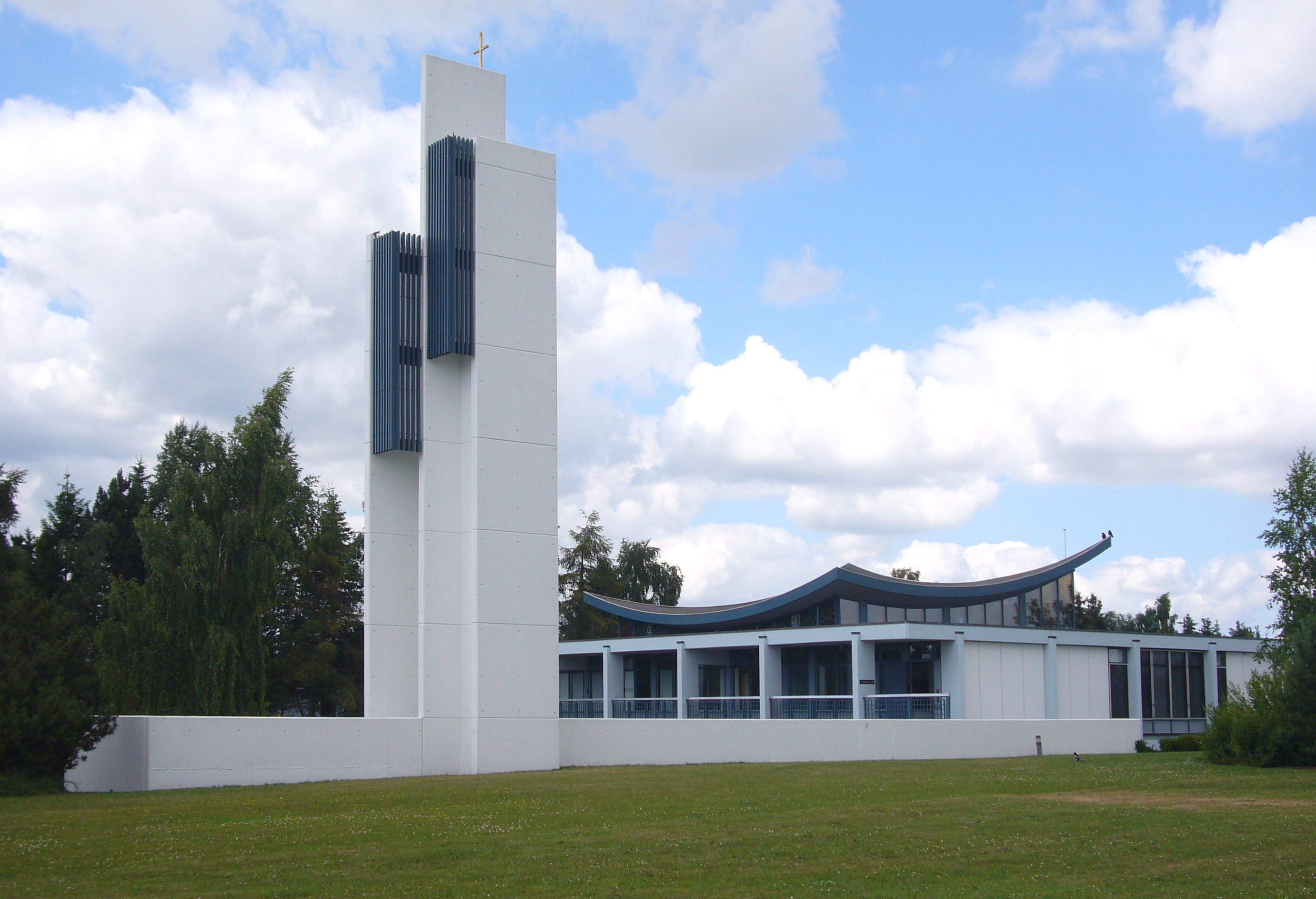
Mosede Kirke

Mosede Sogn ist eine Kirchspielsgemeinde (dän.: Sogn) in der Gemeinde Greve im Vorortbereich der dänischen Hauptstadt Kopenhagen. Bis 1970 gehörte sie zur Harde Tune Herred im damaligen Roskilde Amt. Mit der Auflösung der Hardenstruktur wurde das Kirchspiel in die Kommune Greve aufgenommen, diese blieb mit der Kommunalreform zum 1. Januar 2007 unverändert, gehört aber seitdem zur Region Sjælland.
Am 1. Januar 2023 lebten von den 44.119 Einwohnern des Besiedlungsgebietes Greve Strand 5184 Einwohner im Kirchspiel. Auf dem Gebiet der Gemeinde liegt die „Mosede Kirke“.
Nachbargemeinden sind im Norden Greve und im Süden Karlslunde Strand.